# شافي هادي
شافي هادي (بالإنجليزية: Shafi Hadi)‏ هو عازف ساكسفون أمريكي، ولد في 21 سبتمبر 1929 في فيلادلفيا في الولايات المتحدة.

## وصلات خارجية
- شافي هادي على موقع ميوزك برينز (الإنجليزية)
- شافي هادي على موقع ميوزك برينز (الإنجليزية)
- شافي هادي على موقع أول ميوزيك (الإنجليزية)
- شافي هادي على موقع ديسكوغز (الإنجليزية)